# Osteochilus serokan
Osteochilus serokan är en fiskart som beskrevs av Renny Hadiaty och Siebert, 1998. Osteochilus serokan ingår i släktet Osteochilus och familjen karpfiskar. IUCN kategoriserar arten globalt som otillräckligt studerad. Inga underarter finns listade i Catalogue of Life.